# Parque Las Ballenas
El parque El Ejército conocido popularmente como parque Las Ballenas, es un parque multiusos que se encuentra ubicado en la  avenida Sucre, frente al Cuartel Abelardo Mérida, en Maracay, estado Aragua, Venezuela.
Popularmente es conocido como Las Ballenas, ya que el parque se sitúa en toda la avenida Las Ballenas, la cual es una extensión de la avenida Sucre. El parque es muy frecuentado por los habitantes de la ciudad, especialmente por niños y jóvenes.
Se caracteriza por ser un área verde recreacional dotada de caminerías, instalaciones para hacer ejercicios, fuente de soda y amplios espacios para el funcionamiento de juegos infantiles y el desarrollo de eventos multitudinarios.
En 1995 sirvió de escenario para una misa de acción de gracias celebrada en ocasión de la beatificación de la Madre María de San José por el papa Juan Pablo II, el 7 de mayo de ese mismo año.